# Лавижри
Лавижри́ (фр. Lavigerie, окс. La Vijariá) — коммуна во Франции, находится в регионе Овернь. Департамент — Канталь. Входит в состав кантона Мюра. Округ коммуны — Сен-Флур.
Код INSEE коммуны — 15102.
Коммуна расположена приблизительно в 420 км к югу от Парижа, в 80 км южнее Клермон-Феррана, в 34 км к северо-востоку от Орийака.

## Население
Население коммуны на 2008 год составляло 102 человека.
| 1962 | 1968 | 1975 | 1982 | 1990 | 1999 | 2008 |
| ---- | ---- | ---- | ---- | ---- | ---- | ---- |
| 248  | 231  | 181  | 147  | 121  | 102  | 102  |

## Администрация
| Период | Период | Фамилия         | Партия | Примечания |
| ------ | ------ | --------------- | ------ | ---------- |
|        | 2001   | Рене Бене       |        |            |
| 2001   |        | Филип Гандильон |        |            |

## Экономика
В 2007 году среди 63 человек в трудоспособном возрасте (15—64 лет) 44 были экономически активными, 19 — неактивными (показатель активности — 69,8 %, в 1999 году было 70,7 %). Из 44 активных работали 43 человека (26 мужчин и 17 женщин), безработным был 1 мужчина. Среди 19 неактивных 1 человек был учеником или студентом, 13 — пенсионерами, 5 были неактивными по другим причинам.

## Достопримечательности
- Дом Сори (1802 год). Памятник истории с 2006 года[3]

## Фотогалерея

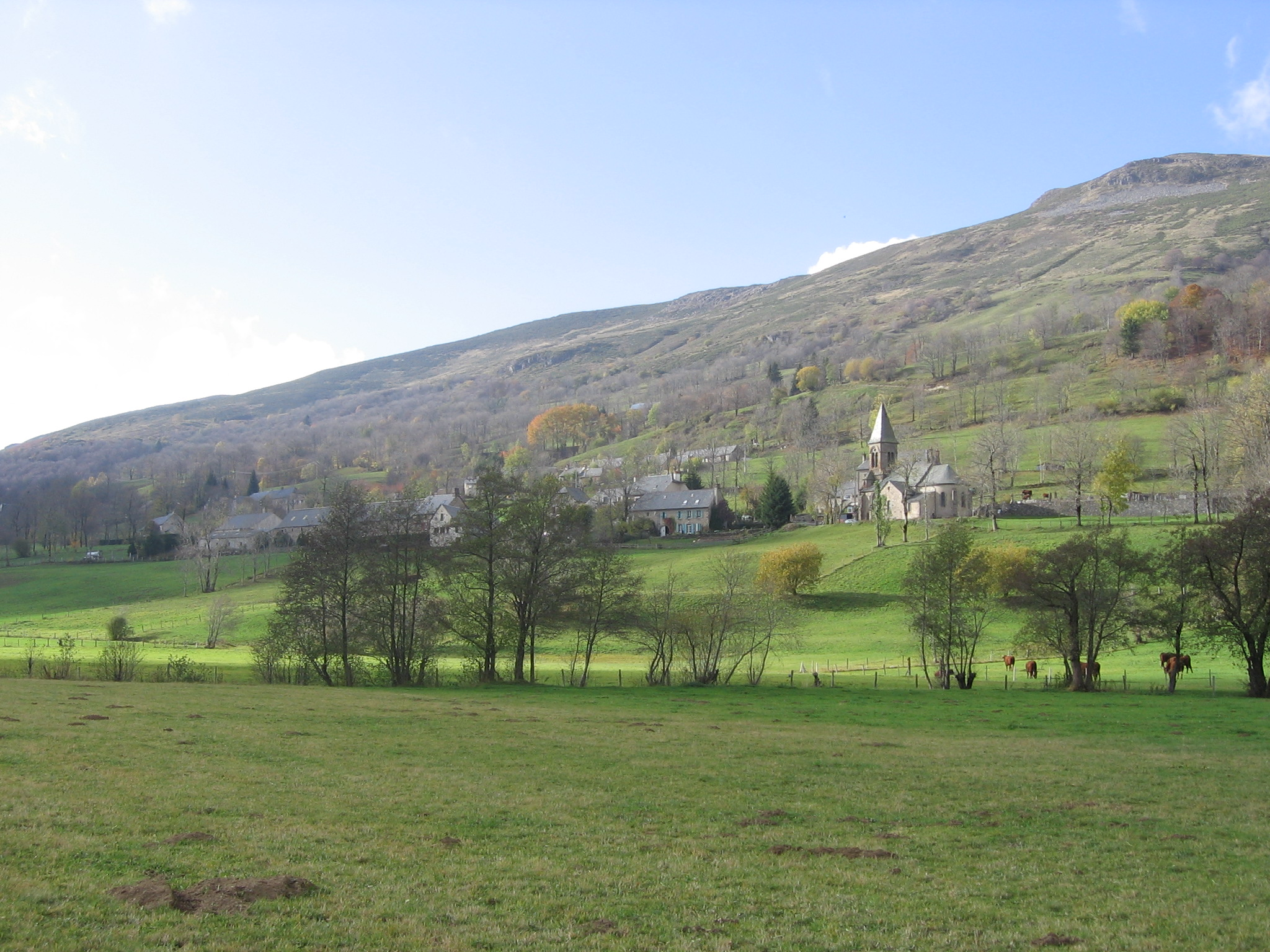
Лавижри
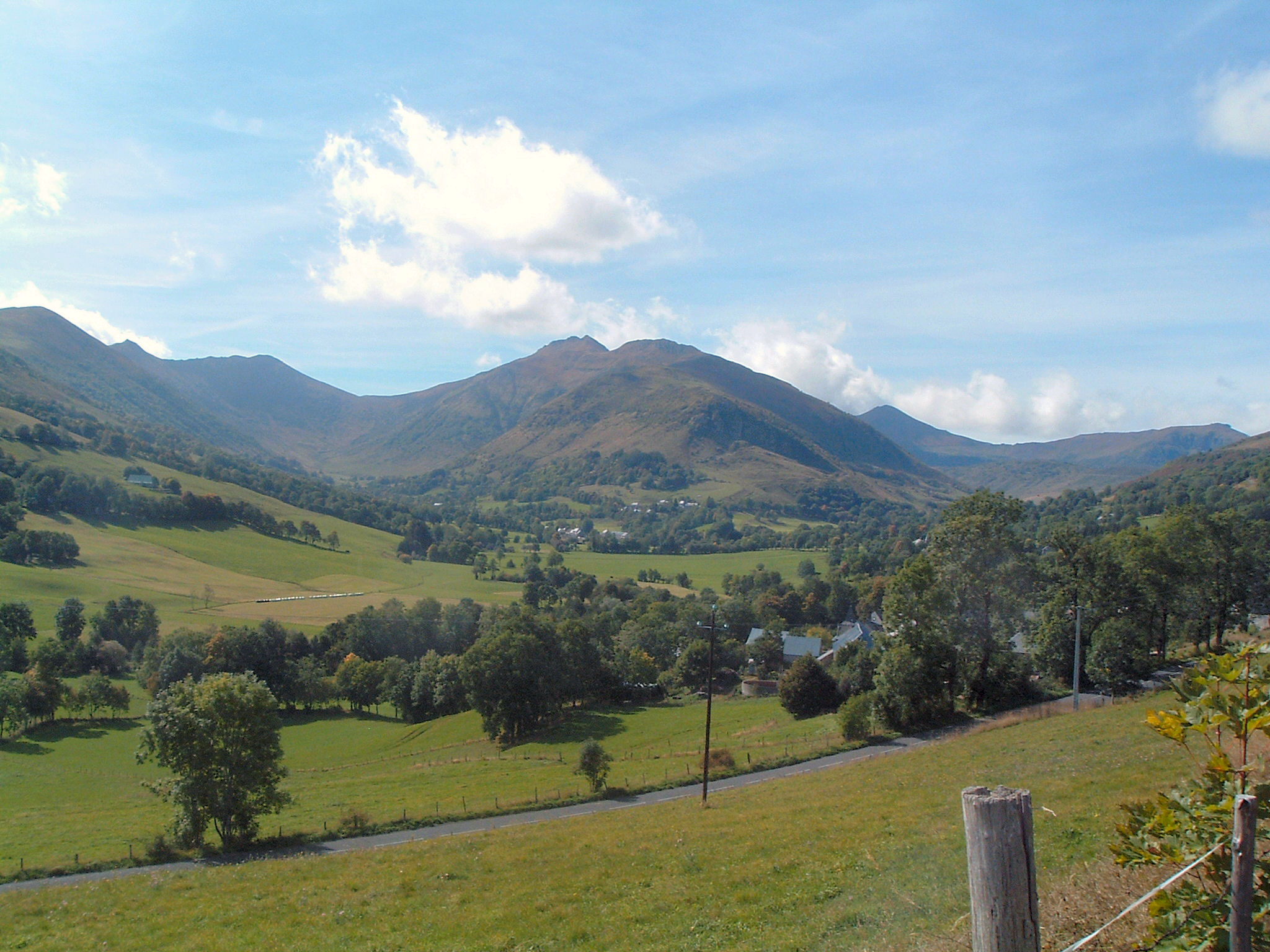
Лавижри
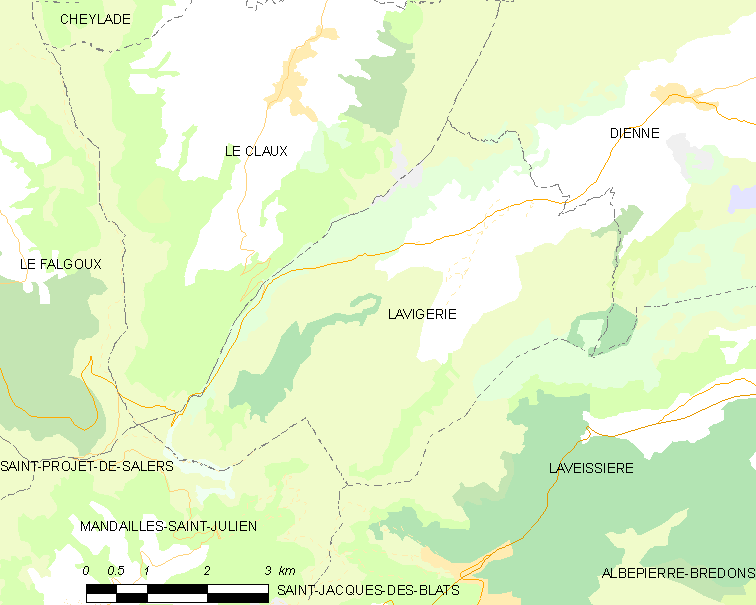
Карта коммуны